# Kasteel van Ribaute
Het Kasteel van Ribaute (Frans: Château de Ribaute) is een kasteel in de Franse gemeente Lieuran-lès-Béziers. Het kasteel is een beschermd historisch monument sinds 1997.